# Dimorphanthera keysseri
Dimorphanthera keysseri är en ljungväxtart som först beskrevs av Rudolf Schlechter och Friedrich Ludwig Diels, och fick sitt nu gällande namn av P.F Stevens. Dimorphanthera keysseri ingår i släktet Dimorphanthera och familjen ljungväxter. Inga underarter finns listade i Catalogue of Life.